# Augustin Prosper Hacquard
Augustin Prosper Hacquard (Albestroff, 18 settembre 1860 – 4 aprile 1901) è stato un vescovo cattolico e missionario francese.
Dopo diversi anni in Algeria, compreso un breve periodo come capo dei Fratelli armati del Sahara, prestò servizio nel Sudan francese, territori di nuova acquisizione lungo il fiume Niger a est del Senegal, dove stabilì diverse stazioni missionarie. I missionari fondarono diversi villaggi, dove si stabilirono ex schiavi.

## Biografia

### I primi anni (1860-1884)
Augustin Prosper Hacquard nacque ad Albestroff, nel dipartimento della Mosella, il 18 settembre 1860. Frequentò la scuola elementare, poi nel 1873 entrò nel seminario minore di Pont-à-Mousson e nel 1877 passò al seminario maggiore di Nancy. Il 27 giugno 1878 decise di chiedere l'ammissione al noviziato dei Missionari d'Africa a Maison-Carrée, vicino ad Algeri. I suoi genitori non avrebbero dato il loro consenso, ma si imbarcò comunque a Marsiglia per Algeri il 1º settembre 1878. A Maison-Carrée seguì i programmi di formazione spirituale e apprese la lingua araba. Nel settembre del 1881 Hacquard fu nominato insegnante al Collège de Carthage e vi insegnò per due anni prima di riprendere gli studi teologici nel 1883.
Hacquard era robusto, barbuto, vivace e molto coraggioso. Imparò a parlare arabo fluentemente.

### Sacerdote ad Algeri (1884-1891)
L'8 settembre 1884 fu ordinato presbitero. Venne nominato insegnante di scienze umane nel seminario minore di Sant'Eugène ad Algeri. Nel 1886 il cardinale Charles Lavigerie lo mise a capo della classe del baccalaureato e gli disse di prepararsi per il suo esame di ammissione all'università, che superò risultando primo tra 47 candidati nel settembre del 1886. Desiderava unirsi alla prima carovana in partenza per la regione dei Grandi Laghi, dove era attivo padre Jean-Joseph Hirth, ma il cardinale gli disse che sarebbe stata una buona prova per lui aspettare qualche anno. Fu nominato prefetto degli studi presso il seminario minore di Sant'Eugène, un incarico impegnativo. Il 28 luglio 1887 conseguì la laurea presso la facoltà di Aix-en-Provence e il cardinale lo invitò a preparare il suo dottorato sull'antica Africa cristiana.

### Fratelli armati del Sahara (1891-1893)
Un gruppo di missionari che tentarono di attraversare il Sahara fu massacrato nel 1877. Un altro gruppo fu eliminato nel 1881. Anche la spedizione ufficiale di Paul Flatters fu distrutta nel 1881. In seguito le autorità proibirono ai padri bianchi di tentare di entrare nel Sahara meridionale. Tuttavia, nel 1891 il cardinale Charles Lavigerie mandò Hacquard a Biskra come primo superiore di un nuovo istituto religioso e militare, i Frères armés du Sahara (Fratelli armati del Sahara). Il ruolo principale di questi volontari sarebbe stato quello di assistere gli schiavi fuggiti dalle carovane. I fratelli laici avrebbero dato rifugio agli schiavi e promosso l'agricoltura. A Biskra fu costruita una caserma per la confraternita, che indossava un'uniforme con elementi dell'abbigliamento dei crociati e della cavalleria francese nordafricana. I volontari dovevano fornire ai "pagani" esempi di virilità ascetica e marziale cristiana.
Il lavoro era duro e spartano, ma vi erano molti volontari attratti dal romanticismo del deserto. Hacquard fu molto selettivo e su 1700 candidature ne scelse solo 30, un numero che presto scese a 22. In ottobre lui e sei fratelli vennero inviati a Ouargla. Uno dei 22 fratelli armati, il laico Maurice Delafosse, fu in seguito membro della Commissione temporanea sulla schiavitù della Società delle Nazioni. I Fratelli armati del Sahara vennero descritti dalla stampa internazionale come l'esercito privato del cardinale. Il governatore generale dell'Algeria chiese a Lavigerie di scioglierli. Obbedì nell'ottobre del 1892. Hacquard rimase a capo della missione a Ouargla fino al 21 luglio 1893, quando ritornò a Maison-Carrée.

### Esplorazione tuareg (1893-1894)
Il 10 settembre 1893 Hacquard e François Ménoret dei padri bianchi furono inviati in una missione di esplorazione nel paese dei tuareg guidata da Gaston Méry. Gli altri membri europei erano Albert Bonnel de Mézières e Antoine Bernard d'Attanoux, un ex ufficiale che era diventato editore di Le Temps. La missione iniziò nell'ottobre del 1893. La direzione non era stata ben definita e i membri litigarono. Méry non voleva portare con sé libri o attrezzature da geologo e non voleva ascoltare i consigli dei viaggiatori più esperti. Era emotivamente instabile e aveva un carattere violento. Sparò al braccio di una guida durante una discussione e uccise il cane del suo interprete dopo che non obbedì al comando di attaccare una gazzella. A un certo punto minacciò di far saltare in aria tutti con scatole di polvere esplosiva.
A Touggourt, Méry annunciò che avrebbe rinunciato alle guide. Gli altri membri della missione decisero che non potevano continuare in queste circostanze. Méry lasciò la spedizione e tornò in Francia. Al suo ritorno a Biskra, ad Hacquard fu offerto il comando della missione, ma rifiutò, e Antoine Bernard d'Attanoux assunse la guida. La missione ripartì il 12 gennaio 1894. Si diresse a sud da Biskra oltre Touggourt e Ouargla, oltre Aïn Taïba, El Biodh e Temassinin e lungo la valle di Ighargharen fino al lago Menghough. Méry decise di tornare ancora una volta nel deserto, a proprie spese. Lasciò Tolosa nel gennaio del 1894 con un compagno di nome Moulai e seguì le tracce della missione di Attanoux, che raggiunse ad Aïn Taïba. I due esploratori si scontrarono di nuovo e Méry fu rimpatriato una seconda volta. La missione tornò ad Algeri il 17 aprile 1894, e più tardi nello stesso mese Hacquard partecipò al capitolo generale dei padri bianchi a Maison-Carrée. Dopo essere tornato in Francia, Hacquard tenne conferenze sui tuareg a Lilla e a Parigi.

### Ségou e Timbuctù (1894-1895)

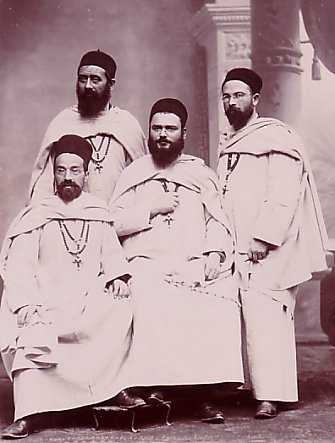
Il gruppo di padri bianchi a Marsiglia il 25 dicembre 1894 prima di partire per il Sudan. Hacquard è seduto al centro.

In questo periodo i francesi si spostarono nell'entroterra dalla costa del Senegal a quello che oggi sono il Mali e il Burkina Faso; raggiunsero Timbuctù nel 1894 e dichiararono un protettorato sul Sudan francese nel 1895. Il successore di Lavigerie come vicario apostolico del Sahara e del Sudan, il vescovo Anatole-Joseph Toulotte, decise di organizzare una missione in queste terre e nel 1894 ottenne il permesso di entrare in Sudan dal Senegal con una missione guidata da un francese. Il Ministero delle Colonie rilasciò l'autorizzazione il 9 novembre 1894 e il 25 dicembre 1894 la prima carovana, composta da quattro padri bianchi, partì da Marsiglia. Hacquard era il capo del gruppo. Giunsero a Dakar e si recarono in treno a Saint-Louis, dove rimasero fino al 16 gennaio 1895. I missionari quindi viaggiarono in barca lungo il fiume Senegal e raggiunsero Kayes il 12 febbraio 1895. Proseguirono via terra fino a Ségou sul fiume Niger, che raggiunsero il 1º aprile 1895.
I padri bianchi era impegnato nell'eliminazione della schiavitù. La missione della Congregazione dello Spirito Santo a Kita affidò al primo gruppo di padri bianchi due orfani. Spesso compravano schiavi e ricevevano anche profughi. Una grande carovana fu fermata a Ségou subito dopo l'arrivo dei padri bianchi. Hacquard si offrì di prendersi cura degli schiavi liberati e di dare loro capanne, vestiti, attrezzi, sementi e grano fino al successivo raccolto. Per diversi anni la missione ha gestì un villaggio libero vicino a Ségou. Il 30 aprile 1895 Hacquard e padre Dupuis presero una barca lungo il Niger fino a Kabara, il porto di [imbuctù, che raggiunsero il 21 maggio 1895. Fondarono rapidamente una missione in cui Hacquard gestiva la farmacia e Dupuis insegnava a circa 15 bambini. La missione a Timbuctù non durò a lungo.

### Navigazione in Niger e Francia (1896-1897)
Émile Auguste Léon Hourst, comandante della flottiglia francese del Niger, chiese ad Hacquard di guidare una missione per indagare sull'idrologia del fiume. La missione lasciò Kabara il 22 gennaio 1896. A Gao fu necessario un grosso pagamento al sovrano locale, Madidou, per ottenere il permesso di proseguire. La missione raggiunse Say il 7 aprile 1896 e stabilì una base fortificata su un'isola boscosa in attesa che il livello dell'acqua si alzasse abbastanza da consentire loro di procedere. Ripartirono il 15 settembre, raggiunsero l'Oceano Atlantico e tornarono via Dahomey e Dakar per riferire al Governatore Generale. Hacquard proseguì da Dakar in Francia.
Il viaggio in Niger permise ad Hacquard di vedere di persona le condizioni e le prospettive per l'attività missionaria nelle terre lungo il fiume Niger. Il suo resoconto del viaggio venne pubblicato su Les Missions catholiques nel 1897. Hacquard negò le accuse di essere un esploratore che lavorava per il governo, dicendo: "Sono più ambizioso di così, sono un missionario". Hacquard descrisse l'effetto degli anni di carestia nella regione,
Il 31 marzo 1897 Hacquard disse alla Società antischiavista di Parigi: "[...] abbiamo cercato di seguire le orme dei nostri predecessori, i padri dello Spirito Santo. [...] Abbiamo adottato queste povere vittime, gli schiavi, e ora hanno villaggi cristiani con diverse centinaia di abitanti". Nel 1897 Hacquard persuase la Società antischiavista francese a dare priorità ai villaggi della libertà. Dieci di questi villaggi furono infine fondati dalle missioni in Sudan. Il governo gestiva anche villaggi liberi per gli ex schiavi e sfruttava gli abitanti del villaggio come braccianti. I padri bianchi criticarono questo sistema di villaggi e Hacquard suggerì che le donne spesso erano semplicemente concubine. I villaggi fondati dai padri bianchi erano, ove possibile, distanti da quelli del governo.

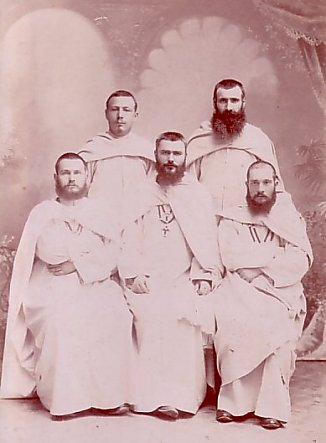
Padri bianchi il 25 ottobre 1897 a Marsiglia. Hacquard è seduto al centro.

Hacquard rimase in Francia e Algeria per quasi 11 mesi scrivendo, tenendo conferenze e preparando una doppia carovana di padri bianchi e suore bianche per la partenza per il Sudan. In Francia fu cappellano di una comunità di circa 100 monache della Congregazione di Nostra Signora di Sion. Partì da Marsiglia il 25 ottobre 1897 con otto suore, due preti e due monaci, e raggiunse Ségou il 1º gennaio 1898.

### Gli ultimi anni (1898-1901)
Il 19 gennaio 1898 papa Leone XIII lo nominò vicario apostolico del Sahara e del Sudan e vescovo titolare di Rusicade. Succedette a monsignor Anatole-Joseph Toulotte. Si trovava a Ségou quando venne informato della nomina. In una lettera che scrisse l'11 aprile 1898 sminuì il significato della promozione, osservando che non c'era bisogno di cerimonie alla missione e che tutti condividevano lo stesso cibo. Ritornato in Francia, arrivò a Marsiglia il 17 luglio 1898. Ricevette l'ordinazione episcopale il 28 agosto successivo nella cappella del convento della Congregazione di Nostra Signora di Sion dal cardinale François-Marie-Benjamin Richard de la Vergne, arcivescovo metropolita di Parigi, co-consacranti il vescovo Léon-Antoine-Augustin-Siméon Livinhac, superiore generale dei Missionari d'Africa, e il vescovo Alexandre-Louis-Victor-Aimé Le Roy, superiore generale della Congregazione dello Spirito Santo. In seguito si recò a Roma per incontrare il pontefice e il cardinale Mieczysław Halka Ledóchowski, prefetto della Congregazione di Propaganda Fide.

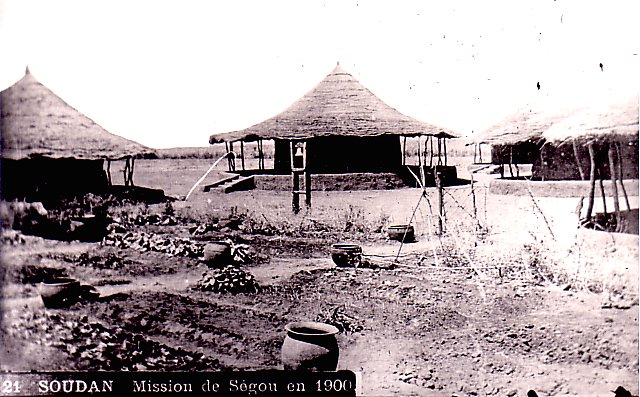
La missione di Ségou nel 1900.

Hacquard lasciò Marsiglia per l'ultima volta il 25 ottobre 1898 con tre nuovi sacerdoti, due fratelli e tre suore, e raggiunse Ségou il 10 gennaio 1899. Dopo un mese si mise a visitare parte del suo vasto vicariato. Tra il 24 febbraio e il 12 aprile 1899 visitò i paesi dei Bobo, dei Samo e dei Mossi a sud del fiume e trascorse alcuni giorni a Ouagadougou. Fece un altro viaggio nel paese dei Mossi dal dicembre del 1899 al marzo del 1900. I missionari avevano difficoltà a fare proseliti a Bamako e Kayes, dove la maggior parte delle persone era musulmana. A Ségou e Kita le cose andarono meglio, ma anche lì l'Islam stava crescendo rapidamente. Le loro migliori prospettive erano nel sud tra i Mossi, i Bobo e i Minianka, che avevano pochi contatti con la fede islamica. Tuttavia, vennero ostacolati dalla mancanza di denaro e dall'insistenza delle autorità affinché tenessero aperte le loro missioni nel nord.
Nel 1897 venne fondata una missione a Bamako. Hacquard fondò stazioni di missione tra i Mossi e i Gurma dell'attuale Burkina Faso. Contattò le autorità britanniche e ottenne il loro permesso di avviare una stazione missionaria nel nord della Costa d'Oro (oggi Ghana). Notò che la Costa d'Oro avrebbe potuto fornire un rifugio se l'amministrazione francese anticlericale avesse reso impossibile ai missionari di lavorare nel protettorato francese. Le missioni accolsero molti bambini, dati in pegno o venduti dalle loro famiglie a mercanti di schiavi. Nel 1899 ci fu una carestia e il prezzo del grano aumentò di dieci volte. Le missioni di Ségou e Banankuru acquistarono più di 100 persone, spendendo quanto avevano.
I missionari erano generalmente trattati bene dai soldati, molti dei quali provenivano da famiglie strettamente religiose. Le missioni erano utili alle autorità poiché educavano la popolazione locale a diventare impiegati, funzionari minori e insegnanti, gestivano orfanotrofi e fornivano infermieri e cappellani per gli ospedali. Tuttavia, ci furono tensioni. I missionari mantennero la loro indipendenza dallo Stato, spesso insegnavano nelle lingue locali piuttosto che in francese e non potevano accettare gli atteggiamenti rilassati dei militari nei confronti del sesso e della schiavitù.
Hacquard fece un altro viaggio a Djenné, Bandiagara, sul lago Débo e a Dori tra novembre e dicembre nel 1900. Morì in un incidente il 4 aprile 1901, mentre faceva il bagno nel fiume Niger, nei pressi di Ségou.

## Opere
Le pubblicazioni di Hacquard includono:
- con Émile Hourst, De Tombouctou aux bouches du Niger avec la mission Hourst, 1897.
- con Alfred Dupuis, Manuel de la langue soñgay, parlée de Tombouctou à Say dans la boucle du Niger, Parigi, J. Maisonneuve, 1897,  p. 253.
- Monographie de Tombouctou, Parigi, Société des études coloniales et maritimes, 1900,  p. 119.

## Genealogia episcopale
La genealogia episcopale è:
- Cardinale Scipione Rebiba
- Cardinale Giulio Antonio Santori
- Cardinale Girolamo Bernerio, O.P.
- Arcivescovo Galeazzo Sanvitale
- Cardinale Ludovico Ludovisi
- Cardinale Luigi Caetani
- Cardinale Ulderico Carpegna
- Cardinale Paluzzo Paluzzi Altieri degli Albertoni
- Papa Benedetto XIII
- Papa Benedetto XIV
- Papa Clemente XIII
- Cardinale Marcantonio Colonna
- Cardinale Giacinto Sigismondo Gerdil, B.
- Cardinale Giulio Maria della Somaglia
- Cardinale Carlo Odescalchi, S.I.
- Vescovo Eugène de Mazenod, O.M.I.
- Cardinale Joseph Hippolyte Guibert, O.M.I.
- Cardinale François-Marie-Benjamin Richard de la Vergne
- Vescovo Augustin Prosper Hacquard, M.Afr.